# 埃米尔·利特雷
埃米尔·马克西米利安·保罗·利特雷（法語：Émile Maximilien Paul Littré，發音：[emil maksimiljɛ̃ pɔl litʁe]），法国词典编纂者、共济会会员、哲学家，以其编纂的《法语词典》（通称《利特雷词典》）而闻名。